# Teatro romano di Ostra antica

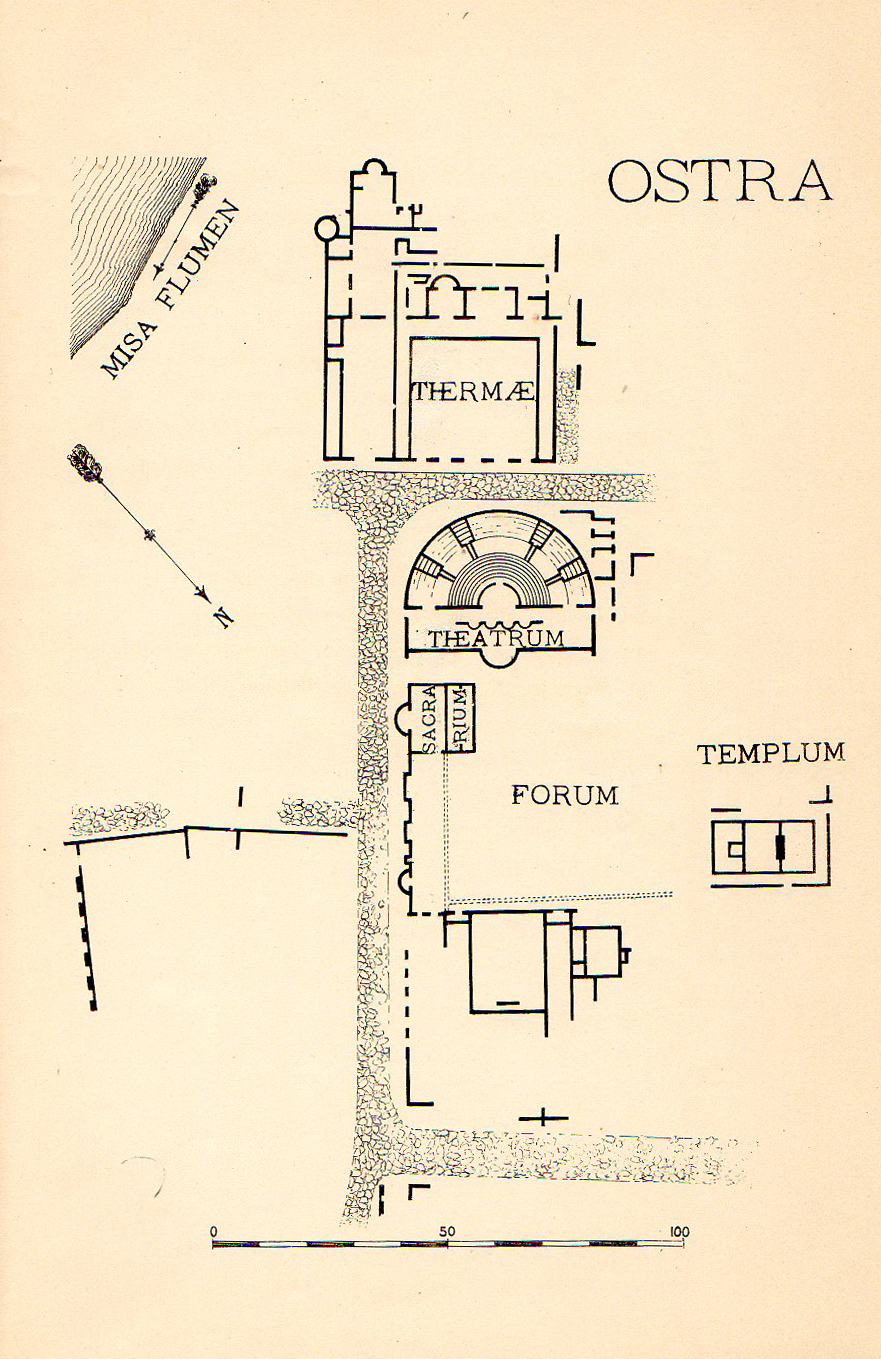
Mappa di Ostra antica, redatta durante gli scavi del 1903-1904 effettuati dal Cav. Baldoni.

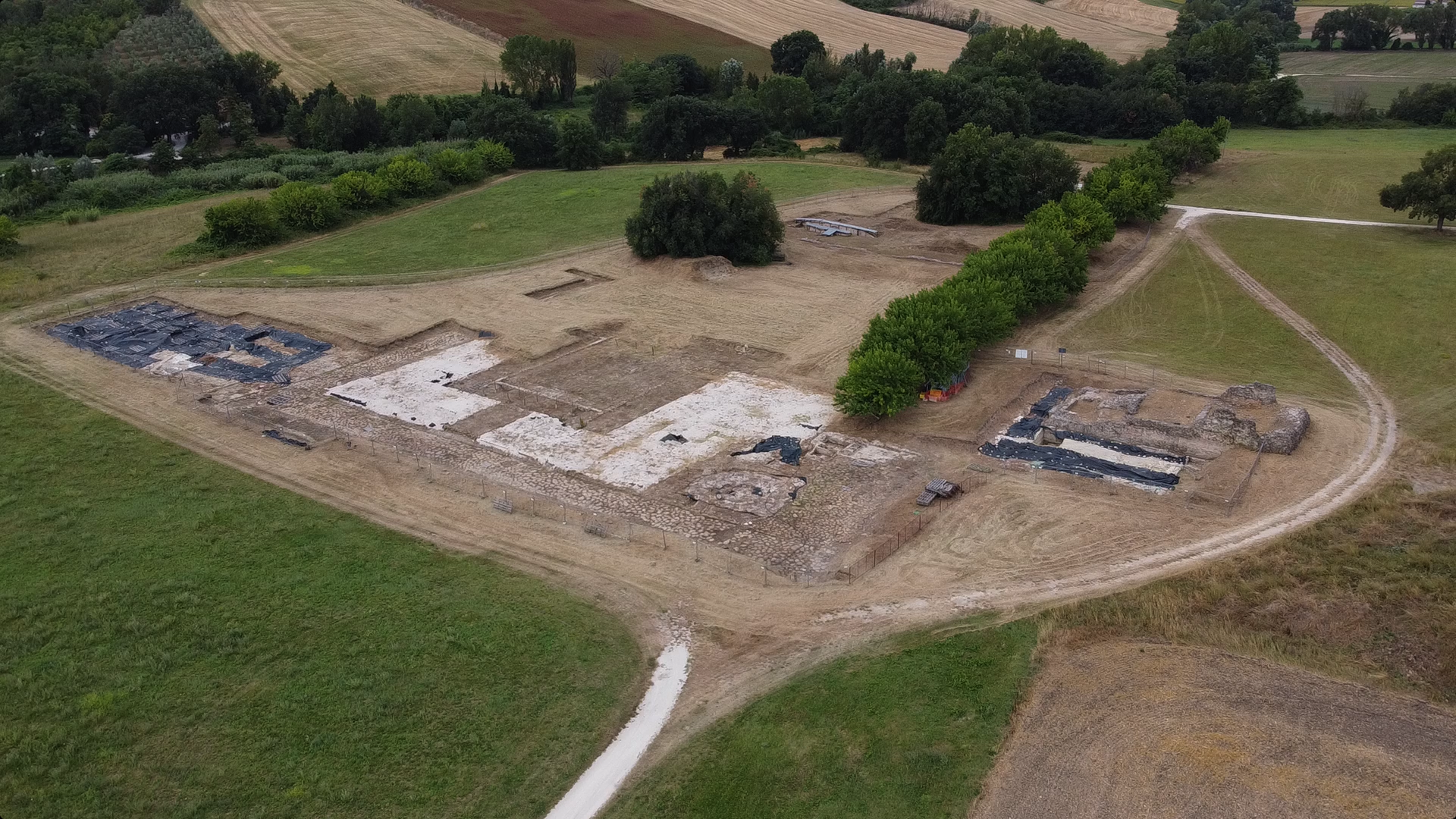
Ostra antica, vista aerea del foro, tempio su podio, struttura 4 durante gli scavi e sullo sfondo l'area del teatro prima del restauro del 2020.

Il teatro romano di Ostra antica è un teatro di epoca romana situato nell'area archeologica di Ostra antica, nel comune di Ostra Vetere (AN). Dista pochi chilometri dalla cittadina marchigiana di Ostra Vetere.

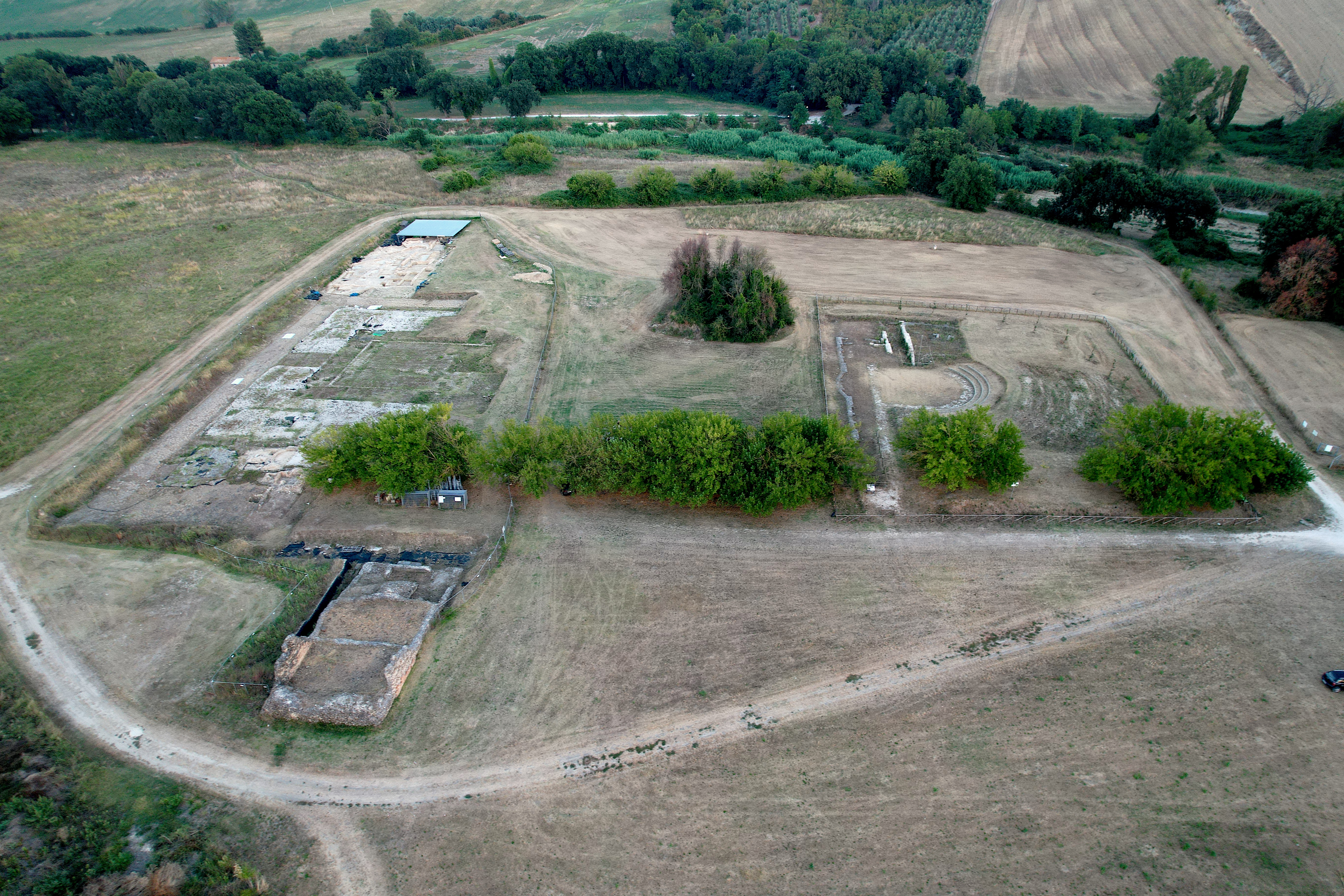
Ostra antica, vista aerea del foro, tempio su podio e l'area del teatro.

## Storia ed architettura
Il Teatro venne scavato dal Cav. Baldoni durante la campagna del 1903-1904, situato tra l'area forense e le terme, che, con i suoi 44,60 m di diametro, rappresenta il più piccolo edificio di tale tipologia rinvenuto nella regione marchigiana. Ne furono messe in luce la scena, con la parete di fondo movimentata dall'alternanza di nicchie a pianta rettangolare e semicircolare, e parte di una pavimentazione in grandi lastre di cotto, riferibile alla zona dell’orchestra. La pianta dei resti portati in luce ci restituisce un diametro massimo dell’edificio teatrale di 48,60 m e all’ epoca era conservato, in alcuni punti, per circa 2 metri di altezza dal piano di campagna antico. 
L'ima cavea, spogliata già in antico e già individuata nel 1903, è stata ricavata al di sotto del piano di campagna antico, probabilmente con l’intenzione di rendere più stabile l'edificio. La media cavea è stata vista e disegnata durante i vecchi scavi. Resti del secondo ordine di gradinate, infatti, compaiono nella pubblicazione di scavo, anche se solo parzialmente esistenti; tali strutture, non rintracciate nelle indagini del 2005, dovevano partire dal piano di calpestio antico e probabilmente poggiavano su arcate di sostegno. L’aspetto costruttivo della summa cavea non è noto, purtroppo, ma la sua esistenza è indiziata da alcune basi di pilastri: è possibile, dunque, che fosse in materiale deperibile nell'alzato, ma poggiante su arcate e pilastri in muratura. L’edificio teatrale si caratterizza, inoltre, per la sua imponente "frons scaenae", che ha una lunghezza, come detto, di 48,60 m (pari circa a 164 piedi romani), purtroppo non più conservata in elevato, come ai tempi del Baldoni. Al suo centro si apre un’esedra semicircolare la cui ampiezza è di 7,90 m (27 piedi romani).
Le campagne di scavo successive hanno dunque permesso di individuare degli aspetti che non erano stati né visti né ipotizzati all'epoca degli scavi del Baldoni e nelle successive elaborazioni dei dati e nel contempo hanno consentito anche di meglio definire la pianta complessiva della struttura e i suoi rapporti con la piazza del foro. Tutte le strutture, che risultano rasate a vari livelli e in cui in alcuni casi è possibile riconoscere le tracce di asportazione dei materiali costruttivi, sono realizzate con “tecnica mista”. Si tratta, cioè, di murature composte da una cortina di mattoni legati da malta di calce di buona qualità, che racchiude un nucleo in blocchi calcarei grossolanamente sbozzati, anch'essi legati con malta.
L'edificio termale ed il teatro erano separati da una larga strada lastricata con direzione NO-SE. Un secondo asse viario perpendicolare al precedente e di un terzo tratto parallelo al primo delimitavano una vasta area riconosciuta come il Foro ovvero la piazza principale della città, sulla quale si affacciavano, oltre al teatro, alcuni edifici, tra cui un tempio.

### Nuovo millennio
Nel 2005, il funzionario della Soprintendenza allora responsabile della zona, decise di condurre una campagna di scavo nell'area del teatro già indagato dal Baldoni. Lo scavo, che ha sostanzialmente confermato i dati emersi nelle esplorazioni dei primi del Novecento, ha tuttavia permesso di precisare alcuni aspetti di carattere architettonico, quali, ad esempio, il fatto che «la parte relativa all’ emiciclo dell’orchestra e al primo ordine di gradinate era stata costruita al di sotto del livello di calpestio esterno», mentre «solo a partire dal secondo ordine di gradinate l’edificio era totalmente sorretto da una struttura autoportante realizzata in opera laterizia». Un altro dato significativo è costituito dal ritrovamento di alcuni pilastri, che, verosimilmente, «dovevano sorreggere il portico continuo con cui il teatro prospettava verso il piazzale del foro», struttura questa non presente nella pianta disegnata dal Baldoni.
Stando al rinvenimento di un’iscrizione onoraria, si daterebbe all'epoca tiberiana la costruzione del teatro, che chiudeva con la sua fronte rettilinea il lato meridionale del piazzale forense. Il teatro di Ostra aveva un diametro di 44,60 m e doveva presentare un’articolazione in tre ordini di gradini. Gli scavi condotti dalla Soprintendenza per i Beni Archeologici delle Marche su questo ediﬁcio hanno veriﬁcato la generale attendibilità della planimetria prodotta durante le operazioni di scavo del 1903-1904 e hanno messo in luce l’intera area del proscenio e la parte orientale della cavea.
I resti del Teatro romano di Ostra Vetere sono stati riqualificati nel 2020 con un intervento finanziario del Ministero della cultura - Sabap Ancona Pesaro Urbino. I lavori hanno consentito di ripristinare la funzionalità della cavea e della scaena. I lavori hanno compreso i seguenti interventi: chiusura dei saggi di scavo rimasti aperti dalla campagna 2005; sistemazione del terreno nel settore dell'orchestra, mediante ribassamento dell'attuale piano di calpestio, posa in opera di materiale inerte stabilizzato; rimozione delle protezioni ad onduline che erano presenti sulle sommità delle strutture murarie fuori terra e loro sostituzione con volumi di sacrificio, realizzati con tecnica e con in materiali compatibili (laterizi e malta di calce idraulica); modellamento del terreno a riproduzione dei volumi occupati in antico dall'ima e media cavea e ricopertura della superficie con un manto vegetale; riproposizione del perimetro esterno del teatro con sistemi non invasivi, quali tracce vegetali; realizzazione di camminamenti per rendere fruibile sia alcuni settori interni sia il perimetro esterno del complesso. Le finalità dell'intervento sono quelle di conferire maggiore leggibilità al manufatto e, contemporaneamente, restituirlo alla fruizione pubblica. Il muro perimetrale esterno, non giunto fino a noi, è rappresentato da una fila di lecci, elemento arboreo tipico di molti edifici romani per spettacoli delle Marche. L'area è corredata da pannelli esplicativi distribuiti lungo i percorsi di visita ed è liberamente fruibile.
Seguendo l'esempio di altri teatri antichi in altre regioni come quello di Pompeii (Pompei), che nelle Marche come quello di Helvia Recina (Macerata) o Falerio Picenus (Falerone) anche il teatro di Ostra antica, su impulso del comune di Ostra Vetere, dalla seconda decade degli anni 2000 ha cominciato ad essere nuovamente usato nei mesi estivi come luogo di produzione artistica oltre che come sito archeologico. Nel 2021 per la prima volta la stagione organizzata dal Montesaxnovo Festival di Ostra Vetere ha rappresentato lo spettacolo "Le Metamorfosi" di Ovidio nel teatro romano.